# Fittipaldi F6
O F6/F6A é o modelo da Copersucar da temporada de 1979 da Fórmula 1. Foi o maior investimento, mas também o modelo mais problemático da equipe. Condutores: Emerson Fittipaldi e Alex Dias Ribeiro.

## Resultados[1][2]
(legenda)
|      |     |                      |   |    |                    |     |     |     |     |     |     |     |     |     |     |     |     |     |     |     |        |     |  |  |  |  |
|      |     |                      |   |    |                    | ARG | BRA | RSA | USW | ESP | BEL | MON | FRA | GBR | GER | AUT | NED | ITA | CAN | USE |        |     |  |  |  |  |
| 1979 | F6  | Ford Cosworth DFV V8 | G | 14 | Emerson Fittipaldi |     |     | 13  |     |     |     |     |     |     |     |     |     |     |     |     | 01 (1) | 12º |  |  |  |  |
| 1979 | F6A | Ford Cosworth DFV V8 | G | 14 | Emerson Fittipaldi |     |     |     |     |     |     |     |     |     | Ret | Ret | Ret | 8   | 8   | 7   | 01 (1) | 12º |  |  |  |  |
| 1979 | F6A | Ford Cosworth DFV V8 | G | 19 | Alex Dias Ribeiro  |     |     |     |     |     |     |     |     |     |     |     |     |     | NQ  | NQ  | 01 (1) | 12º |  |  |  |  |

↑1  Emerson Fittipaldi utilizou o F5A no GP da Argentina até a Grã-Bretanha marcando no total de 1 ponto.